# Brug 87
Brug 87 is een vaste brug in Amsterdam-Centrum.
De brug is gelegen in de westelijke kade van de Prinsengracht en overspant de Spiegelgracht. Naast brug 87 ligt brug brug 69 over de Prinsengracht. Beide bruggen worden omringd door gemeentelijke en rijksmonumenten. Op de plattegrond uit 1675 van Jacobus de la Feuille is de brug al ingetekend.
De recente geschiedenis begint rond 1886. Toen lag hier een houten vaste brug, die vernieuwd en/of verbreed werd. In 1937 moest de brug opnieuw bewerkt worden, de dekken waren versleten. Die brug stond op het punt rond 1940 vervangen te worden door een welfbrug (met één boog), ontworpen door de Dienst Publieke Werken waar architect Piet Kramer toen de bruggen ontwierp. Zijn naam ontbreekt echter op de tekeningen, zodat het toegewezen wordt aan “het bureau van”. Kramers handtekening is bij deze brug voornamelijk terug te vinden in de natuurstenen walkanten, de rest van de brug is eenvoudig gehouden. Door de Duitse inval liep de bouw van de brug vertraging op, ze kon pas in 1949 geopend worden.
De brug had als bijnaam Spiegelbrug, naar de straat en gracht. In 2016 schrapte de gemeente Amsterdam alle officieuze benamingen van bruggen en sinds april van dat jaar gaat de brug anoniem door het leven (dat wil zeggen alleen met nummer).

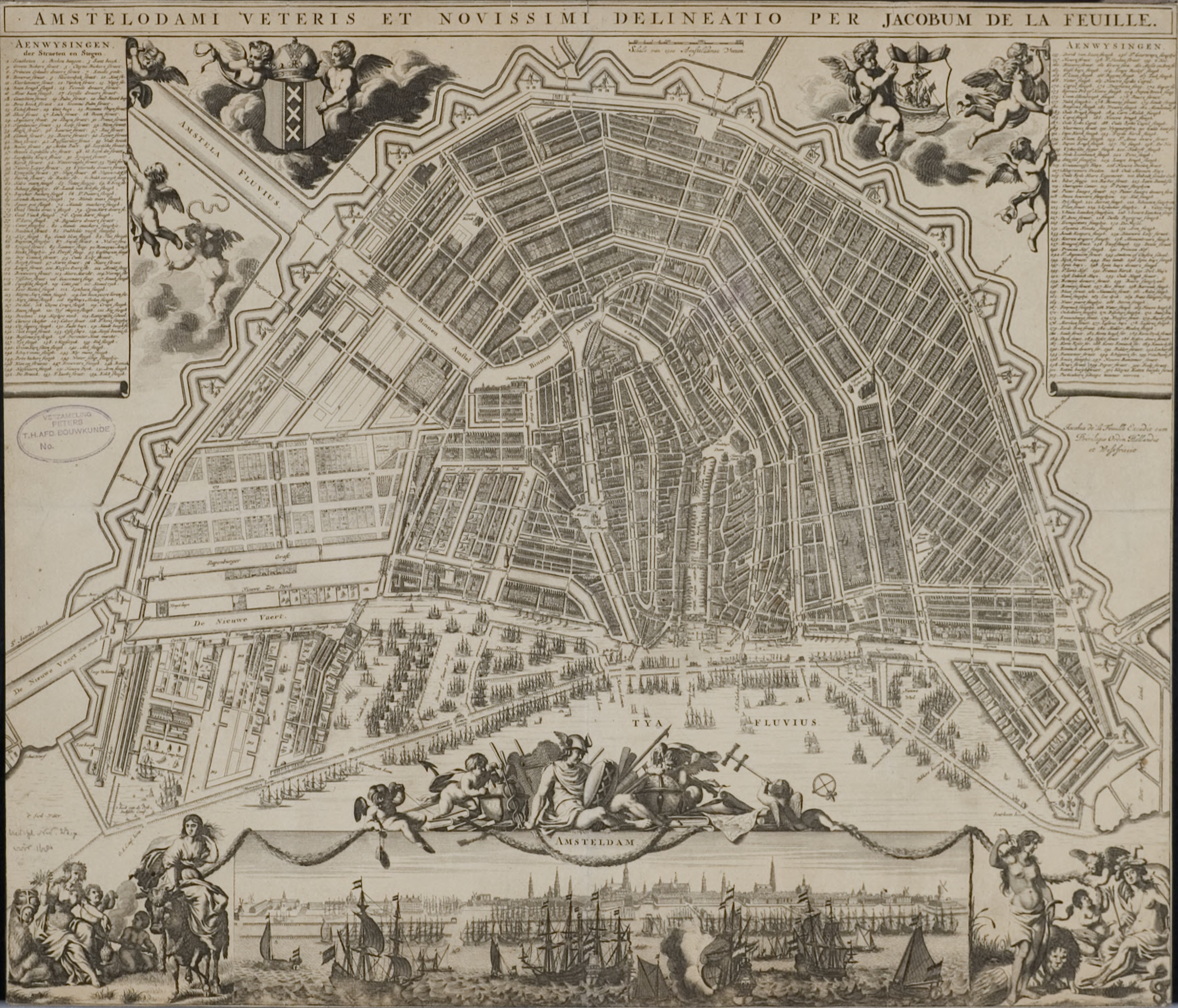
Kaart uit 1675

1 · 2 · 3 · 4 · 5 · 6 · 7 · 8 · 9 · 10 · 11 · 12 · 13 · 14 · 15 · 16 · 17 · 18 · 19 · 20 · 21 · 22 · 23 · 24 · 25 · 26 · 27 · 28 · 29 · 30 · 31 · 32 · 34 · 35 · 36 · 37 · 38 · 39 · 40 · 41 · 42 · 43 · 44 · 45 · 46 · 47 · 48 · 49 · 50 · 51 · 52 · 53 · 54 · 55 · 56 · 57 · 58 · 59 · 60 · 61 · 62 · 63 · 64 · 65 · 66 · 67 · 68 · 69 · 70 · 71 · 72 · 73 · 74 · 75 · 76 · 77 · 78 · 79 · 80 · 81 · 82 · 84 · 85 · 86 · 87 · 88 · 89 · 90 · 91 · 92 · 93 · 94 · 95 · 96 · 97 · 98 · 99 · >>>
Brugnummers 33 en 83 zijn niet (meer) vergeven